# Бурдонна цитра
Бурдòнна цѝтра (нід. Bordunzither; англ. Drone zither) — група струнних інструментів, що відноситься до класу цитр. Бурдонна цитра має декілька(інколи лише одну) мелодичних струн та велику кількість бурдонних струн. Найдавніша відома бурдонна цитра — це шайтхольт.

## Опис
Метод гри на всіх видах бурдонних цитр полягає у наступному: зазвичай одна(інколи дві та більше) струна використовується для гри мелодії, а інші, так звані, бурдонні струни використовуються для створення постійного, однорідного фону, або гулу, який виступає акомпанементом до мелодії. Кількість струн, матеріал їх виготовлення, форма корпусу інструменту, стрій та інші структурні характеристики відрізняються в залежності від країн, культур та епох в яких існували бурдонні цитри. Корпуси інструментів завжди вироблялися з різних порід дерев, аналог ладів вироблявся з прибитих до корпусу цвяхів.
Із шайтхольту розвинулося багато різних варіацій бурдонних цитр, таких як: ланґшпіль, епінет де Вож, хуммель та інші. Однак, найвідомішим прикладом бурдонної цитри є дульцимер, який походих з району гір Аппалачі, цей інструмент часто використовується і у сучасній фолк-музиці.
Бурдонні цитри не слід плутати з сучасними цитрами, так як вони дуже відрізнаються між собою. Головна відміність полягає в тому, що сучасна цитра є певним поєднанням гітарного грифу на арфи в одному інструменті. Тобто всі струни використовуються для створення мелодій та гармоній. Натомість, бурдонна цитра має два типи кардинально різних за призаченням струн, одні використовуються для створення мелодій, а інші для створення монотонного фону, власне бурдону. Також, бурдонні цитри мають значно менший діапазон у зв'язку з меншою кількістю струн. Зазвичай, сучасні цитри менші за розміром у порівнянні з бурдонними.

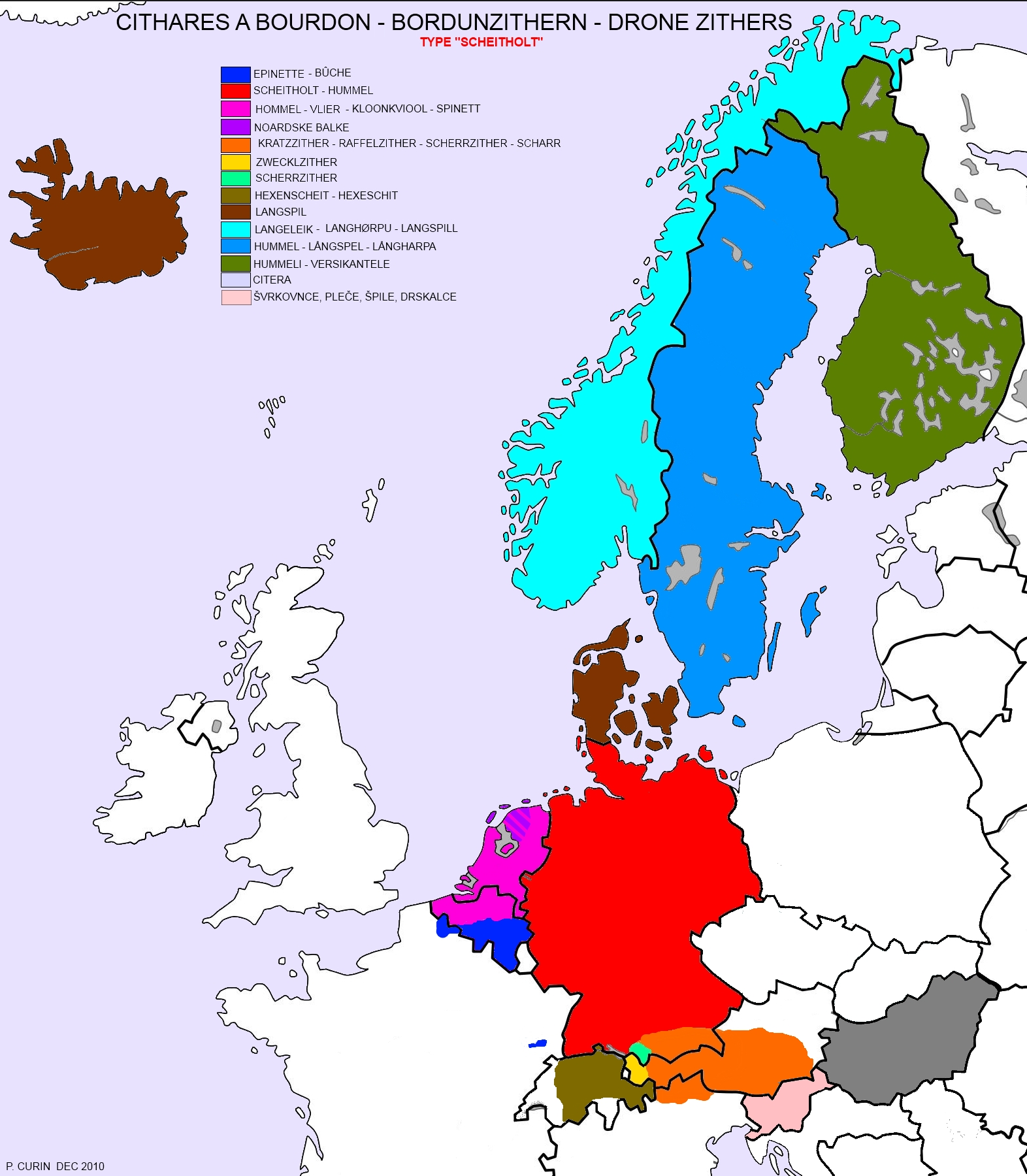
Мапа розповсюдження бурдонних цитр в Європі

## Види бурдонних цитр
- Шайтхольт (Німеччина);
- Хуммель (Німеччина)
- Дульцимер (Північна Америка);
- Ланґшпіль (Ісландія);
- Епінет де Вогез (Франція);
- Шерцитер або раффель(Австрія);
- Ланґлейк (Норвегія);
- Цитера (Болгарія).